# Nghi Chinh
Nghi Chinh (chữ Hán phồn thể:儀征市, chữ Hán giản thể: 仪征市) là một thành phố cấp huyện thuộc địa cấp thị Dương Châu, tỉnh Giang Tô, Cộng hòa Nhân dân Trung Hoa. Thành phố này có diện tích 910 ki-lô-mét vuông, dân số năm 2002 là 600.000 người. Mã số bưu chính là 211400, mã vùng điện thoại là 0514. Thời nhà Đường lập huyện Dương Tử, thời nhà Tống đổi tên thanh châu trấn, thời nhà Minh lập huyện Nghi Trấn, năm Ung Chính thứ nhất đổi thành huyện Nghi Chinh. Năm 1986, lập thành phố trên cơ sở huyện Nghi Chinh.